# Marial Shayok
Marial Makur Shayok (nascido em 26 de julho de 1995) é um jogador canadense de basquete profissional que joga no Philadelphia 76ers da National Basketball Association (NBA), em um contrato de duas vias com o Delaware Blue Coats da G-League.
Ele jogou basquete universitário na Universidade da Virgínia e na Universidade Estadual de Iowa e foi selecionado pelos 76ers na 54° escolha geral no Draft de 2019.

## Primeiros anos
Shayok nasceu em Ottawa, Ontário, filho do sudanês Makur e de Hellena. Makur também era um jogador de basquete que frequentou a Universidade de Dayton antes de ir jogar no exterior.
Ele tem quatro irmãos, incluindo dois que jogaram basquete universitário na NCAA. Sua irmã Yar jogou pela University of Detroit Mercy, depois assinou com um time profissional na França, enquanto seu irmão mais velho, Shayok, jogou na IMG Academy e na Bradley University.
Marial começou a jogar basquete aos sete anos de idade, aprendendo e aprimorando seu jogo ao lado de lendas locais como Greg Carter. Seus jogadores favoritos eram Michael Jordan, Kobe Bryant, Kevin Durant, Penny Hardaway e Dwyane Wade, todos jogavam como Ala-armador e ele tentava replicá-los na quadra.

## Carreira no ensino médio
Shayok frequentou a Blair Academy, onde foi treinado por Joe Mantegna. Saindo do ensino médio, Shayok assinou contrato com Marquette, mas nunca jogou pelo time.

## Carreira universitária
Como calouro em Virgínia, Shayok teve uma média de 3,8 pontos e 1,8 rebotes por jogo.
Na temporada seguinte, ele teve uma média de 4,3 pontos e 1,9 rebotes por jogo.
Shayok teve 8.9 pontos e 2.4 rebotes por jogo em sua terceira temporada. Ele marcou 23 pontos na vitória de Virgínia na primeira rodada do Torneio da NCAA contra Universidade de North Carolina Wilmington. Após a temporada, Shayok optou por se transferir para a Universidade Estadual de Iowa em 19 de abril de 2017.
Em 7 de janeiro, Shayok foi eleito o Jogador da Semana da Big 12. Nas semifinais da Big 12 Conference Tournament, ele acertou um par de arremesso de 3 pontos nos dois minutos finais para ajudar na vitória sobre Kansas State por 63-59. Em 16 de março de 2019, na final da Big 12 Conference Tournament, Shayok marcou 15 pontos em uma vitória por 78-66 sobre Kansas e foi nomeado o MVP do torneio.

## Carreira profissional
Shayok foi selecionado pelo Philadelphia 76ers na 54° escolha geral no Draft de 2019.

## Estatísticas

### Universidade
| Ano      | Time     | PJ  | MPJ  | AP   | 3P   | LL   | RT  | AS  | BR | TO | PPJ  |
| -------- | -------- | --- | ---- | ---- | ---- | ---- | --- | --- | -- | -- | ---- |
| 2014–15  | Virginia | 34  | 14.6 | .405 | .380 | .630 | 1.8 | 1.0 | .6 | .3 | 3.8  |
| 2015–16  | Virginia | 35  | 15.0 | .492 | .436 | .548 | 1.9 | 1.1 | .3 | .1 | 4.3  |
| 2016–17  | Virginia | 34  | 20.6 | .445 | .328 | .796 | 2.4 | 1.0 | .9 | .3 | 8.9  |
| 2018–19  | Iowa     | 34  | 32.9 | .496 | .386 | .878 | 4.9 | 2.0 | .9 | .2 | 18.7 |
| Carreira | Carreira | 137 | 20.7 | .470 | .381 | .787 | 2.7 | 1.3 | .7 | .2 | 8.9  |

Fonte: